# Godfrey Harold Hardy
Godfrey Harold Hardy (también conocido como G. H. Hardy) (1877-1947) fue un matemático británico que formuló la desigualdad que lleva su nombre.
A partir de 1914, Hardy fue el mentor del matemático autodidacta indio Srinivasa Ramanujan (1887-1920), una relación que ha llegado a ser célebre. Fue el principal valedor en Gran Bretaña y director de tesis de Ramanujan, conocido por algunas de sus asombrosas fórmulas y su innata intuición matemática. Hardy reconoció casi de inmediato la extraordinaria aunque inexperta brillantez de Ramanujan, y Hardy y Ramanujan se convirtieron en estrechos colaboradores. En una entrevista realizada por Paul Erdős, cuando se le preguntó a Hardy cuál era su mayor contribución a las matemáticas, éste respondió sin dudarlo que era el descubrimiento de Ramanujan. En una conferencia sobre Ramanujan, Hardy dijo que "mi relación con él
es el único incidente romántico de mi vida". : 2 

## Biografía
Godfrey Hardy nació el 7 de febrero de 1877 en Cranleigh, Surrey, Inglaterra. Sus padres, ambos maestros de escuela, tenían inclinación por las matemáticas puras.
La predisposición natural de Hardy hacia las matemáticas se hizo presente muy temprano. Cuando tenía dos años escribía números superiores a dos millones, y se ponía a prueba a sí mismo factorizando los números de los himnos en la Iglesia.
Tras ir a la escuela en Cranleigh, Hardy entró en el Winchester College. En 1896 pasó al Trinity College (Cambridge). Ocupó la cátedra Sadleirian desde 1931 hasta 1942; había dejado Cambridge en 1919 para hacerse cargo de la cátedra saviliana de geometría en Oxford.
A principios del siglo XX, los matemáticos británicos Hardy y John E. Littlewood demostraron que la conjetura era cierta para números impares más grandes que una cierta constante no especificada.

### Trabajo
A Hardy se le atribuye la reforma de las matemáticas británicas al introducir en ellas el rigor, que hasta entonces era una característica de las matemáticas francesas, suizas y alemanas. Los matemáticos británicos habían permanecido en gran medida en la tradición de las matemáticas aplicadas, esclavizados por la reputación de Isaac Newton. Hardy estaba más en sintonía con los métodos de cours d'analyse dominantes en Francia, y promovió agresivamente su concepción de la matemática pura, en particular contra la hidrodinámica que era una parte importante de las matemáticas de Cambridge.
A partir de 1911, colaboró con John Edensor Littlewood, en un amplio trabajo en análisis matemático y teoría analítica de números. Esto (junto con muchas otras cosas) condujo a un progreso cuantitativo en el problema de Waring, como parte del método del círculo de Hardy-Littlewood, como se conoció. En la teoría de números primos, demostraron resultados y algunos notables resultados condicionales. Esto fue un factor importante en el desarrollo de la teoría de números como un sistema de conjeturas; ejemplos son la primera y la segunda conjetura Hardy-Littlewood. La colaboración de Hardy con Littlewood es una de las más exitosas y famosas de la historia de las matemáticas. En una conferencia de 1947, el matemático danés Harald Bohr dijo a un colega: "Hoy en día, sólo hay tres grandes matemáticos ingleses: Hardy, Littlewood y Hardy-Littlewood". : xxvii 
Hardy también es conocido por formular el principio de Hardy-Weinberg, un principio básico de la genética de poblaciones, independientemente de Wilhelm Weinberg en 1908. Jugó al críquet con el genetista Reginald Punnett, que le presentó el problema en términos puramente matemáticos. : 9  Hardy, que no tenía ningún interés en la genética y describió el argumento matemático como "muy simple", puede que nunca se diera cuenta de la importancia que llegó a tener el resultado. : 117 
Los documentos recopilados de Hardy han sido publicados en siete volúmenes por Oxford University Press.

### Matemáticas puras
Hardy prefería que su trabajo se considerara matemática pura, quizá por detestar la guerra y los usos militares a los que se habían aplicado las matemáticas. Hizo varias declaraciones similares en su Apología:

Nunca he hecho nada "útil". Ningún descubrimiento mío ha hecho, o es probable que haga, directa o indirectamente, para bien o para mal, la menor diferencia en la amenidad del mundo.

Sin embargo, aparte de formular el principio de Hardy-Weinberg en genética de poblaciones, su famoso trabajo sobre particiones de números enteros con su colaborador Ramanujan, conocido como la Fórmula asintótica de Hardy-Ramanujan, ha sido ampliamente aplicada en física para encontrar funciones de partición cuántica de los núcleos atómicos (utilizada por primera vez por Niels Bohr) y para derivar funciones termodinámicas de sistemas Bose-Einstein que no interactúan. Aunque Hardy quería que sus matemáticas fueran "puras" y estuvieran desprovistas de cualquier aplicación, gran parte de su trabajo ha encontrado aplicaciones en otras ramas de la ciencia.
Además, Hardy señaló deliberadamente en su Apología que los matemáticos, en general, no se "glorían de la inutilidad de su trabajo", sino que -dado que la ciencia puede ser utilizada tanto para fines malignos como buenos- "los matemáticos pueden estar justificados en alegrarse de que haya una ciencia en todo caso, y que la suya, cuya misma lejanía de las actividades humanas ordinarias debería mantenerla suave y limpia".": 33  Hardy también rechazó como un "engaño" la creencia de que la diferencia entre las matemáticas puras y las aplicadas tuviera algo que ver con su utilidad. Hardy considera "puras" las clases de matemáticas que son independientes del mundo físico, pero también considera que algunos matemáticos "aplicados", como los físicos Maxwell y Einstein, se encuentran entre los matemáticos "reales", cuyo trabajo "tiene un valor estético permanente" y "es eterno porque lo mejor de él puede, como la mejor literatura, seguir causando una intensa satisfacción emocional a miles de personas después de miles de años." Aunque admitía que lo que él llamaba matemáticas "reales" podrían llegar a ser útiles algún día, afirmaba que, en la época en que se escribió la Apología, sólo las "partes aburridas y elementales" de las matemáticas puras o aplicadas podían "funcionar para bien o para mal".": 39 

## Actitudes y personalidad
Socialmente, Hardy se relacionaba con el grupo de Bloomsbury y los Apóstoles de Cambridge; George Edward Moore, Bertrand Russell y John Maynard Keynes eran sus amigos. Era un ávido aficionado al cricket. Maynard Keynes observó que si Hardy hubiera leído la bolsa durante media hora cada día con tanto interés y atención como los resultados del día en el cricket, se habría convertido en un hombre rico.
A veces se implicaba políticamente, si no era un activista. Participó en la Unión de Control Democrático durante la Primera Guerra Mundial y en Por la Libertad Intelectual a finales de los años 30.
Aparte de las amistades íntimas, mantuvo algunas relaciones platónicas con jóvenes que compartían sus sensibilidades y, a menudo, su afición al críquet. Un interés mutuo por el críquet le llevó a entablar amistad con el joven C. P. Snow.: 10–12  Hardy fue un soltero de por vida y en sus últimos años fue cuidado por su hermana.
Hardy era extremadamente tímido de niño, y fue socialmente torpe, frío y excéntrico durante toda su vida. Durante sus años escolares fue el mejor de su clase en la mayoría de las asignaturas y ganó muchos premios y reconocimientos, pero odiaba tener que recibirlos delante de toda la escuela. Se sentía incómodo cuando le presentaban a gente nueva y no soportaba mirar su propio reflejo en un espejo. Se dice que, cuando se alojaba en hoteles, cubría todos los espejos con toallas.

## Aforismos de Hardy
- Nunca vale la pena que un hombre de primera clase exprese una opinión mayoritaria. Por definición, hay muchos otros que lo hacen.[12] : 46
- Un matemático, como un pintor o un poeta, es un creador de patrones. Si sus patrones son más permanentes que los de ellos, es porque están hechos con ideas.[10] : 84
- Hemos llegado a la conclusión de que la matemática trivial es, en general, útil, y que la matemática real, en general, no lo es.[10]: 43
- Galois murió a los veintiún años, Abel a los veintisiete, Ramanujan a los treinta y tres, Riemann a los cuarenta.[15] Ha habido hombres que han hecho grandes trabajos bastante más tarde; la gran memoria de Gauss sobre geometría diferencial se publicó cuando tenía cincuenta años (aunque había tenido las ideas fundamentales diez años antes). No conozco ningún caso de un gran avance matemático iniciado por un hombre que haya pasado de los cincuenta años.[10]: 6–7 [16][17]
- Hardy dijo una vez a Bertrand Russell "Si pudiera demostrar por medio de la lógica que usted moriría en cinco minutos, lamentaría que fuera a morir, pero mi pena se vería muy mitigada por el placer de la prueba".[18]
- Un problema de ajedrez es una matemática genuina, pero en cierto modo es una matemática "trivial". Por muy ingeniosas e intrincadas que sean las jugadas, por muy originales y sorprendentes que sean, falta algo esencial. Los problemas de ajedrez no son importantes. Las mejores matemáticas son serias además de bellas, 'importantes'.'[10]: 88–89

## Obras
- A Mathematician's Apology (Apología de un matemático) Cambridge University Press. Londres, 1940.
- Ramanujan.Twelve Lectures on Subjects Suggested by His Life and Work Cambridge University Press: Londres, 1940.
- An Introduction to the Theory of Numbers. Con E. M. Wright. 1938.
- Hardy, G. H. (2008, 1a. ed. 1908). A Course of Pure Mathematics. Con prefacio de Thomas William Körner (10th edición). Cambridge University Press. ISBN 978-0-521-72055-7.
- Hardy, G. H. (2013, 1a ed. Clarendon Press 1949). Divergent Series (2nd edición). Providence, RI: American Mathematical Society. ISBN 978-0-8218-2649-2. LCCN 49005496. MR 0030620. OCLC 808787. Texto completo
- Hardy, G. H. (1966–1979). Collected papers of G. H. Hardy; including joint papers with J. E. Littlewood and others. Edited by a committee appointed by the London Mathematical Society. Oxford: Clarendon Press. ISBN 0-19-853340-3. OCLC 823424. (requiere registro). Vol.1 Vol.3 Vol.6 Vol.7
- Hardy, G. H.; Littlewood, J. E.; Pólya, G. (1952, orig.year 1a ed. 1934). Inequalities (2nd edición). Cambridge: Cambridge University Press. ISBN 978-0-521-35880-4.
- Hardy, G. H. (1970, orig. year 1a ed. 1942). Bertrand Russell and Trinity. With a foreword by C. D. Broad. Cambridge University Press. ISBN 978-0-521-11392-2.
- Autojustificación de un matemático [...] (1981), Editorial Ariel, Barcelona-España, advertencia de Manuel Sadosky.

## Reconocimientos
- Miembro de la Royal Society.[19]
- Premio Smith (1901), Royal Medal (1920), Medalla De Morgan (1929), Premio Chauvenet (1932), Medalla Sylvester (1940)
- Medalla Copley(1947)
- El asteroide (24935) Godfreyhardy fue nombrado en su honor.[20]